# Glerá
Glerá – rzeka na Islandii, w północnej części tej wyspy. Rzeka bierze swój początek z lodowca w górach na półwyspie Tröllaskagi. Przepływa przez miasto Akureyri i wpada do morza we fiordzie Eyjafjörður. Rzeka jest ważna dla gospodarki miasta Akureyri, na rzece znajdowała się elektrownia wodna, obecnie działa nowa, o mocy 290 kW, otwarta w 2005 roku.